# ویلیام دزموند تیلور
ویلیام دزموند تیلور (انگلیسی: William Desmond Taylor; ۲۶ آوریل ۱۸۷۲ – ۱ فوریهٔ ۱۹۲۲) یک کارگردان، و هنرپیشه اهل ایرلند بود.